# Walchstadt (Wörthsee)
Walchstadt ist ein Gemeindeteil von Wörthsee im oberbayerischen Landkreis Starnberg. Das Kirchdorf liegt am Nordende des Wörthsees.

## Geschichte

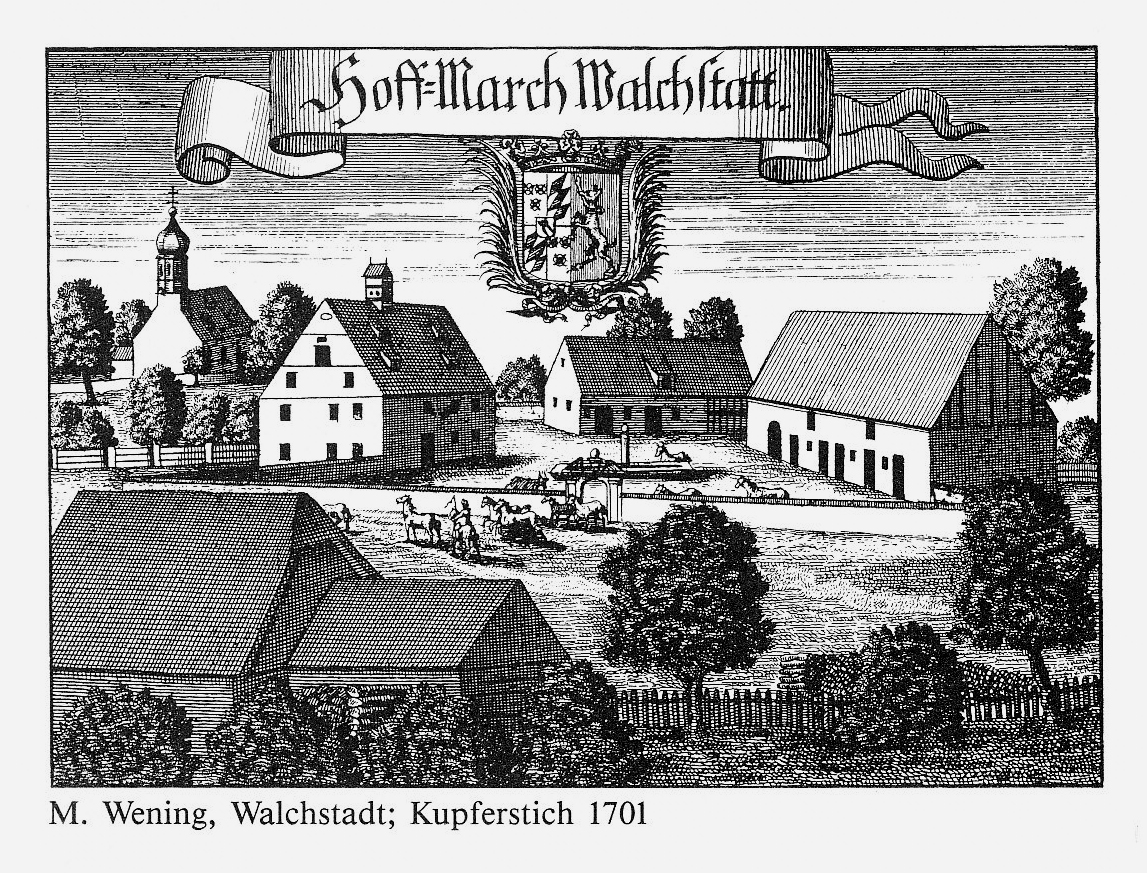
Hofmark Walchstadt (Stich von Michael Wening, 1701)

Walchstadt wird erstmals 1325 erwähnt, als Otto der Greif seinen Zehnt zu Walchstadt an den Münchner Bürger Konrad Hübschwirt verkaufte. Im Jahr 1380 verkaufte Hans der Greif das Dorf an Hans den Püttrich zu Stegen.
Im 16. Jahrhundert ist die Münchner Patrizierfamilie Hundertpfund der wichtigste Grundherr in Walchstadt. Diese veräußern im Jahre 1606 ihren Besitz in Walchstadt an Eustach von Toerring, der 1609 alleiniger Besitzer des Ortes wird. Von 1640 bis 1681 ist die Familie Barth von Harmarting Besitzer der Hofmark Walchstadt. Um 1700 lässt Graf Max Cajetan das erst 80 Jahre alte Schloss in Walchstadt abreißen und errichtet an gleicher Stelle einen Gutshof, den heutigen Schlossbauernhof, der im Jahr 1702 an die Familie Polz verkauft wurde, die bis heute Eigentümer des Hofes ist. 

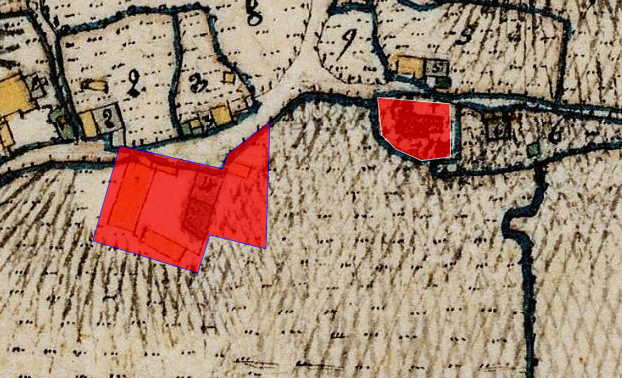
Lageplan von Schloss Walchstadt auf dem Urkataster von Bayern

Das Schloss lag westlich der Filialkirche St. Martin von Walchstadt.
Das abgegangene Schloss wird als Bodendenkmal unter der Aktennummer D-1-7933-0248 im Bayernatlas als „abgegangenes Hofmarkschloss der frühen Neuzeit mit zugehörigem Wirtschaftshof und Vorgängerbauten ("Schloss Walchstadt")“ geführt. 
Mit dem Gemeindeedikt von 1818 gehörte Walchstadt zur Gemeinde Etterschlag und wurde mit dieser 1972 in die Gemeinde Wörthsee eingegliedert.

## Baudenkmäler
Siehe auch: Liste der Baudenkmäler in Walchstadt
- Katholische Filialkirche St. Martin, erbaut um 1760
- Villa Kraus, erbaut 1901